# ويليام وود (عالم نبات)
ويليام وود (بالإنجليزية: William Wood)‏ (و. 1745 – 1808 م) هو عالم نبات من المملكة المتحدة لبريطانيا العظمى وأيرلندا، ومملكة بريطانيا العظمى، توفي عن عمر يناهز 63 عاماً.